# René Møller
René Møller (* 15. Februar 1946 in Sorø; † 23. August 1994) war ein dänischer Fußballspieler.

## Karriere

### Verein
René Møller wurde im Februar 1946 im dänischen Sorø geboren. Er begann seine Karriere im Jahr 1964 beim Randers Sportsklub Freja. Im Dezember 1967 wechselte Møller nach Schottland zu Heart of Midlothian. Sein Debüt gab er für die Hearts am 10. Februar 1968 gegen den FC Aberdeen. Mit den Hearts erreichte er 1968 das schottische Pokalfinale das gegen Dunfermline Athletic verloren wurde. Nach insgesamt 53 Ligaspielen und 12 Treffern verließ er den Verein am Saisonende 1969/70 und wechselte zurück nach Dänemark.

### Nationalmannschaft
René Møller spielte in den Jahren 1966 und 1967 für die U-21 und A-Nationalmannschaft von Dänemark. Am 17. September 1966 gab der Stürmer sein Debüt in der U-21 gegen Finnland. Møller traf dabei zum 4:0-Endstand. Nur vier Tage später debütierte er auch in der A-Nationalmannschaft im EM-Qualifikationsspiel für die anstehende Europameisterschaft 1968 gegen Ungarn in Budapest. In seinem zweiten Länderspieleinsatz im Oktober 1966 gegen Israel konnte Møller sein erstes und zugleich letztes Tor im Trikot der A-Elf erzielen. Das letzte Länderspiel absolvierte Møller am 4. Juni 1967 gegen die Nationalmannschaft der DDR in Kopenhagen.